# Trilogue
Ne doit pas être confondu avec Trilogie.
Une réunion de trilogue formelle, plus communément appelée trilogue, est un type de réunion utilisé dans le processus législatif de l'Union européenne (UE). Il tire son nom d'une formule littéraire, le trilogue, qui signifie une conversation à trois.
Certains auteurs distinguent ces réunions de trilogue formelles des réunions de trilogue informelles.
Les négociations en trilogue sont prévues dans les traités de l'UE (en particulier à l'article 294 du Traité sur le fonctionnement de l'Union européenne). Ils sont utilisés si le Conseil de l'Union européenne n'accepte pas les amendements proposés par le Parlement européen en deuxième lecture. Dans ce cas, des négociations formelles en trilogue sont menées dans le cadre d'un comité de conciliation. Un trilogue est une réunion des trois institutions de l'Union participant au processus législatif. Celles-ci sont la Commission européenne, le Conseil de l'Union européenne et le Parlement européen, la Commission européenne assumant la fonction de médiation dans le cadre du trilogue.

## Critiques
La pratique des trilogues a été critiquée par deux personnalités eurosceptiques car elle nuirait, selon eux, à la transparence du processus législatif. La Commission européenne utiliserait, d'après l'un, ce processus pour contourner la transparence publique et l'opposition supposée que la loi proposée provoquerait. D'après l'autre, une fois qu'il y un accord en trilogue sur un texte, ni le Parlement, ni le Conseil ne sont en mesure de le modifier, et celui-ci ne serait pas suffisamment contrôlé par le niveau national.
La médiatrice de l'Union européenne, Emily O'Reilly, a également dénoncé, en 2016, le manque de transparence des trilogues. « Il est difficile de savoir quand les trilogues ont lieu, ce qui est discuté et par qui, sans y consacrer beaucoup de temps et d'efforts », a-t-elle estimé, appelant les institutions à publier les documents de travail en lien avec ces réunions.

## Jurisprudence
En 2018, la Cour de justice de l'Union européenne  a estimé que ces trilogues constituent « une phase décisive de la procédure législative, ce qui suppose un plein respect du droit d’accès du public aux travaux »  et décidé que l'agenda et les documents des négociations de cette procédure devaient être transmis sur simple demande.

## Base légale
La procédure de trilogue s'appuie sur les textes légaux suivants: 
- Art. 294 (10)-(12) TFUE : Comité de conciliation[6].
- Déclaration commune sur les modalités pratiques de la nouvelle procédure de codécision 2007/C 145/02, Principe 7 : "[...] La possibilité de parvenir à un accord lors des première et deuxième lectures a été sensiblement améliorée et contribue à la préparation des travaux du comité de conciliation".
- Des procédures de trilogue informel peuvent avoir lieu à toutes les phases du processus décisionnel, conformément à l'article 294 du TFUE[7].
- Les déclarations communes ajoutent une nouvelle étape au processus : "étape de la position commune", ici d'autres possibilités de trilogues informels ("contacts").
- Pas d'obligation d'envoyer à l'avance les projets de textes de compromis conformément au principe 9.
- Décision du 22 mars 2018 de la Cour de justice de l'Union européenne[8].